# Procaviopsylla procaviae
Procaviopsylla procaviae är en loppart som först beskrevs av C.Fox 1914.  Procaviopsylla procaviae ingår i släktet Procaviopsylla och familjen husloppor. Inga underarter finns listade i Catalogue of Life.